# Rendez-vous de l'île d'Or
 (septembre 2024).
La mise en forme du texte ne suit pas les recommandations de Wikipédia : il faut le « wikifier ».
Les points d'amélioration suivants sont les cas les plus fréquents. Le détail des points à revoir est peut-être précisé sur la page de discussion.
- Les titres sont pré-formatés par le logiciel. Ils ne sont ni en capitales, ni en gras.
- Le texte ne doit pas être écrit en capitales (les noms de famille non plus), ni en gras, ni en italique, ni en « petit »…
- Le gras n'est utilisé que pour surligner le titre de l'article dans l'introduction, une seule fois.
- L'italique est rarement utilisé : mots en langue étrangère, titres d'œuvres, noms de bateaux, etc.
- Les citations ne sont pas en italique mais en corps de texte normal. Elles sont entourées par des guillemets français : « et ».
- Les listes à puces sont à éviter, des paragraphes rédigés étant largement préférés. Les tableaux sont à réserver à la présentation de données structurées (résultats, etc.).
- Les appels de note de bas de page (petits chiffres en exposant, introduits par l'outil «  Source ») sont à placer entre la fin de phrase et le point final[comme ça].
- Les liens internes (vers d'autres articles de Wikipédia) sont à choisir avec parcimonie. Créez des liens vers des articles approfondissant le sujet. Les termes génériques sans rapport avec le sujet sont à éviter, ainsi que les répétitions de liens vers un même terme.
- Les liens externes sont à placer uniquement dans une section « Liens externes », à la fin de l'article. Ces liens sont à choisir avec parcimonie suivant les règles définies. Si un lien sert de source à l'article, son insertion dans le texte est à faire par les notes de bas de page.
- La présentation des références doit suivre les conventions bibliographiques. Il est recommandé d'utiliser les modèles {{Ouvrage}}, {{Chapitre}}, {{Article}}, {{Lien web}} et/ou {{Bibliographie}}. Le mode d'édition visuel peut mettre en forme automatiquement les références.
- Insérer une infobox (cadre d'informations à droite) n'est pas obligatoire pour parachever la mise en page.

Pour une aide détaillée, merci de consulter Aide:Wikification.
Si vous pensez que ces points ont été résolus, vous pouvez retirer ce bandeau et améliorer la mise en forme d'un autre article.
 (septembre 2024).
Si vous disposez d'ouvrages ou d'articles de référence ou si vous connaissez des sites web de qualité traitant du thème abordé ici, merci de compléter l'article en donnant les références utiles à sa vérifiabilité et en les liant à la section « Notes et références ».
Le Rendez-vous de l'île d'Or est un lieu cité dans de nombreuses biographies de pirates du Panama des années 1680, situé dans l'isthme de Panamá, non loin de l'archipel de San Blas, où une petite île ferme partiellement une baie de 4 milles nautiques de profondeur.
Les pirates s'y réunissaient chaque année pour gagner ensuite l'océan Pacifique, avec l'aide des Indiens Kunas, en passant par les rivières, en particulier le rio Chuchunaque, qui redescend vers le golfe de San Miguel où se trouvait alors le bourg espagnol de Real de Santa Maria, selon les récits de William Dampier et le précis reconstitué par l'archiviste Pedro Torres Lanza en 1904. C'est sur ce lieu que s'est installée en 1696 la colonie écossaise du projet Darién.
Le rio Chuchunaque a probablement été utilisé aussi par Vasco Núñez de Balboa pour traverser le Panama vers le Pacifique en 1513, en longeant tout d'abord la côte de Santa María la Antigua del Darién jusqu'à la ville de Careta, proche d'Acla, puis en faisant aider par les Indiens pour la traversée de l'isthme par les rivières.

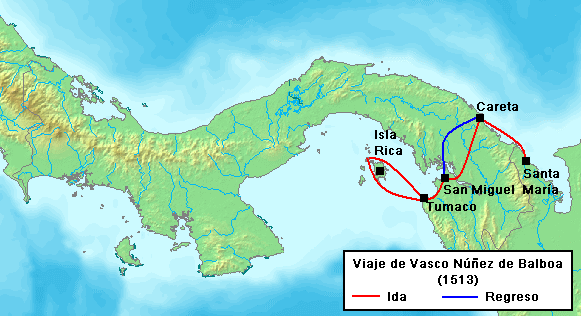
L'expédition de Balboa vers le Pacifique 1513 (aller en rouge, retour en bleu).

Cette traversée de l'isthme, après un rendez-vous, était le moyen de se grouper pour aller attaquer les bateaux espagnols ramenant l'or et surtout l'argent du Pérou. Le site est à une cinquantaine de kilomètres au nord de celui sur lequel débarquèrent les Espagnols en 1502, le golfe d'Uraba, où ils se brouillèrent avec les Indiens Kunas, que les Français appelleront deux siècles plus tard les Indiens des Sambres et les Indiens Chocoes. Ils découvrent les mines d'or du Choco à l'occasion de l'expédition de 1512 le long du fleuve Atrato, mais doivent ensuite se replier sur la région de Panama.
Les premiers rendez-vous de l'île d'Or débutent en avril 1679, un an après la fin de la guerre de Hollande (1674-1678) alors que les flibustiers commencent à être désarmés par les gouverneurs de Saint-Domingue et de la Jamaïque qui souhaitent le développement des plantations sucrières.
Le premier récit évoque la date du 24 avril 1679, quand le pirate jamaïcain John Coxon traverse l'isthme de Panama avec l'aide d'une cinquantaine d'Indiens Kunas, 68 canots et 331 flibustiers, armés de mousquets français modernes, pour aller en mer du Sud, sur la côte pacifique, puis retourner aux Antilles par le Panama. Le chef de l'expédition est Richard Sawkins et ses quatre lieutenants sont Peter Harris, Edmund Cook, John Coxon et Bartholomew Sharp. La direction de l'expédition est ensuite transférée à Coxon. William Dampier, Lionel Wafer et Raveneau de Lussan sont dans le groupe et racontent tout dans leurs livres, une fois revenus en Europe.
Les flibustiers purent s'emparer de trois vaisseaux espagnols et de quantités de pierreries et de barres d'argent, mais se disputèrent au sujet du butin et sur le choix de l'itinéraire de retour. Coxon revint par l'isthme de Panama, tandis que Richard Sawkins et Bartholomew Sharp revinrent par le détroit de Magellan, au cours d'un périple de dix-huit mois marqué par de multiples pillages des côtes du Pérou et du Chili.
Les expéditions vers les mers du Sud vont ensuite avoir lieu presque chaque année, toujours au printemps, la période la plus favorable. Les flibustiers taillaient des canots dans des troncs d'arbres pour descendre les rivières, après avoir franchi l'obstacle montagneux. 
En 1684, 1 100 flibustiers hollandais, anglais et français s’associèrent pour aller piller la côte du Pérou. Les uns partirent par mer et franchirent le détroit de Magellan avant de remonter vers Panama. Les autres choisirent de franchir l’isthme de Panama en empruntant un itinéraire proche de celui suivi par Coxon en 1681 et 1682. Le 1er mars 1685, un premier groupe de quatre-vingts Français, sous la conduite du capitaine Grognier, un chef expérimenté, commencèrent leur marche vers la mer du Sud. Un deuxième groupe, qui comprenait Raveneau de Lussan les suivaient, avec l’aide des Indiens Kunas.
Les flibustiers ont ensuite écumé la côte pacifique de Guayaquil à Acapulco, remontant même jusqu’à la baie de San Francisco, trois ans d’errance que Raveneau de Lussan décrit, reconnaissant sans le moindre problème que les Français s’étaient alliés à des forbans anglais. Ils ont aussi pillé les mines d'or de Santa Cruz de Cana, toutes proches du rendez-vous de l'île d'or.
Le site est visible sur la carte de 1731 du schéma du Darien. Il s'appelle aujourd'hui punta escoces, du nom de la tentative d'implantation écossaise de 1698 à 1700 organisée par sir William Paterson, sous le nom de projet Darién, organisée par la Compagnie du Darién créée en 1696 à Édimbourg.
Une communauté de 800 boucaniers huguenots français vécut ensuite non loin de l'île d'or, avec les indiens Kunas, pendant plusieurs décennies, en exploitant du cacao. Ses instigateurs avaient lu les récits des pirates et corsaires et voulaient profiter du site exceptionnel pour commercer sur les deux océans, mais ils furent chassés par les Indiens vers 1730, lorsque ces derniers craignirent que des esclaves ne soient importés.
En 2003 puis en 2007, le professeur Mark Horton, archéologue et présentateur à la BBC Coast Series s'est rendu sur les lieux pour étudier la topographie et les cours d'eau. Il a prouvé qu'il s'agissait d'un excellent endroit, en raison de la profondeur des cours d'eau, qui permettait une traversée rapide de l'isthme, probablement effectuée par des Européens bien avant la première expédition de 1679.
Les récits des pirates vont alimenter les rêves sur le thème des richesses des mers du Sud, c'est-à-dire des côtes pacifiques de l'empire espagnol, en particulier lorsque les corsaires malouins vont eux aussi, s'y attaquer.